# Rozpad Rosji
Rozpad Rosji – hipotetyczny scenariusz i prognoza rozpadu Rosji jako jednego państwa, a także opinie i analiza konsekwencji tego wydarzenia.
Rosja doświadcza zarówno procesów integracyjnych, jak i dezintegracyjnych, a te ostatnie grożą upadkiem kraju. Ten temat był aktywnie omawiany przez E. Chołmogorowa, Garriego Kasparowa, Michaiła Leontiewa, P. Swiatenkowa, K. Remczukowa, Konstantina Rodionowa, A. Elisejewa, I. Prokopienkę, Germana Grefa, Maksima Kałasznikowa, Remizowa, M. Deliagina, A. Fursowa, G. Malinieckiego, W Nightingale'a, S. Kurginiana, Aleksandra Prochanowa, Eduarda Limonowa, M. Szewczenkę, N. Narocznicką, W. Awerianowa, W. Tretiakowa, D. Jakowienkę, Dmitrija Miedwiediewa.
Wezwania do separatyzmu w Rosji są uznane za przestępstwo i są ścigane zgodnie z obowiązującym prawem rosyjskim.

## Historia

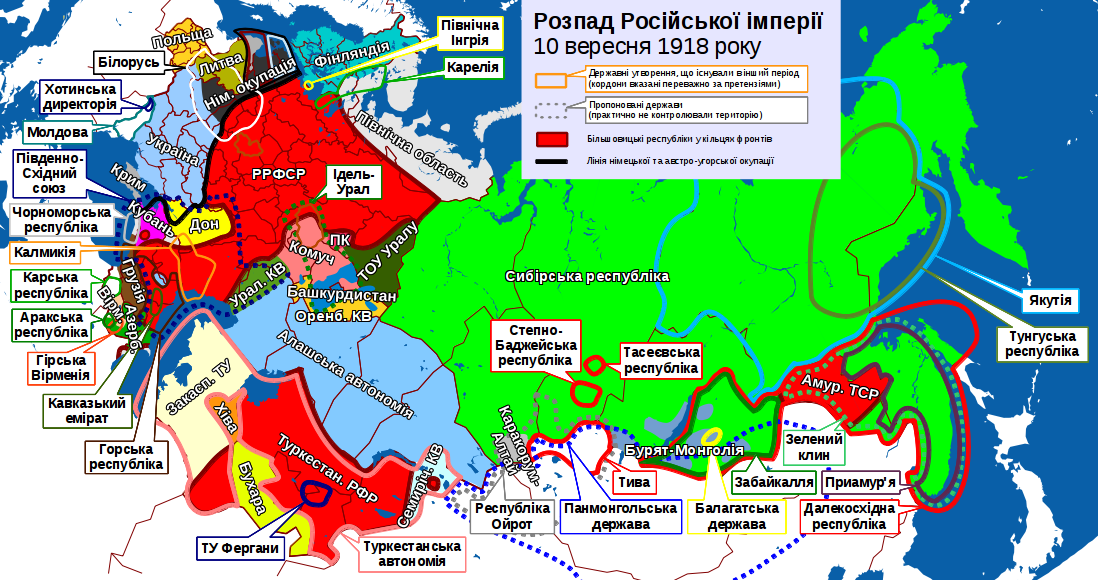
Upadek Imperium Rosyjskiego we wrześniu 1918

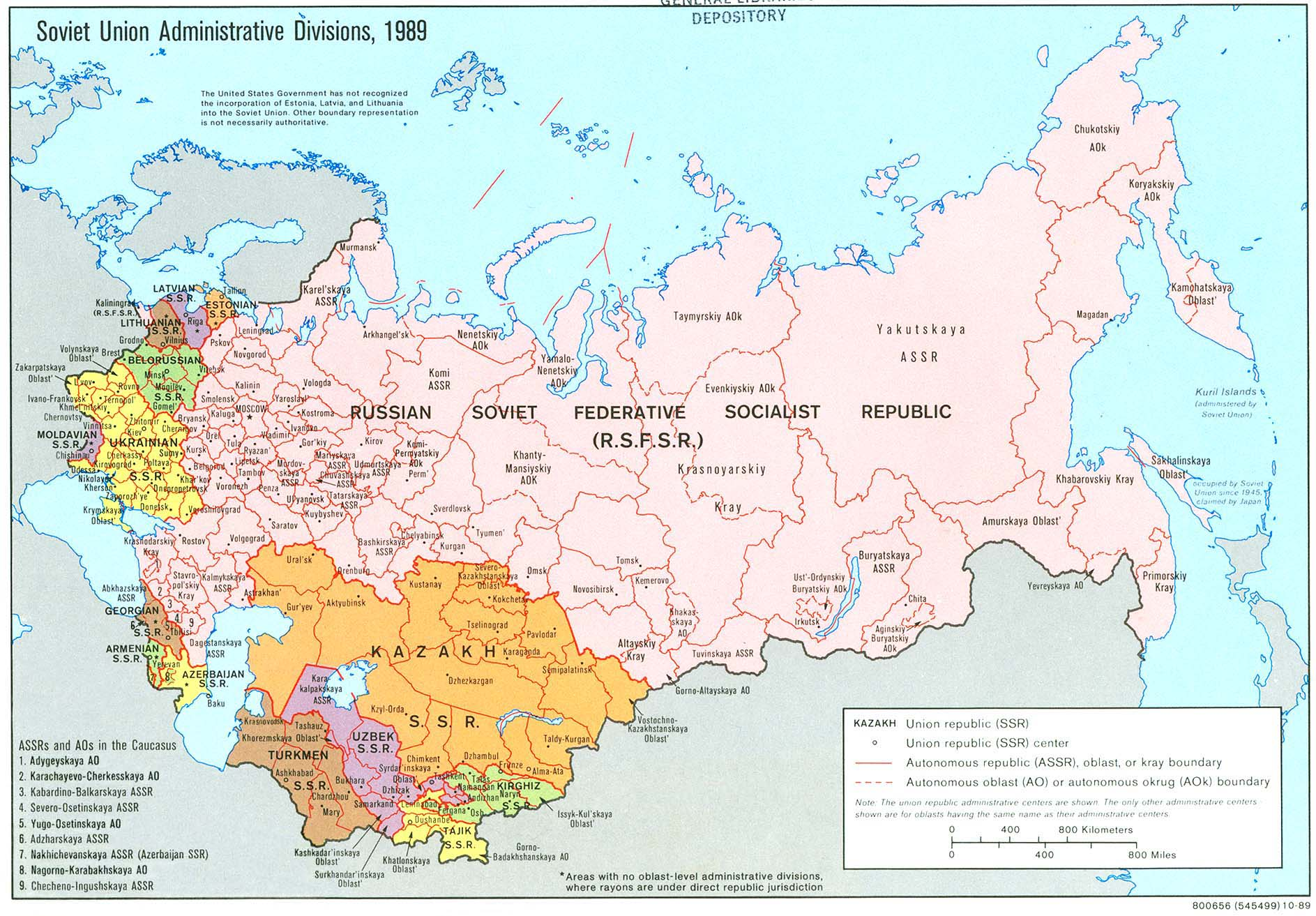
Mapa administracyjna Związku Radzieckiego w 1989

Po pierwszym rozpadzie Imperium Rosyjskiego w 1917 roku po rewolucji lutowej, rozpoczęły się aktywne procesy dezintegracji, mające miejsce w gospodarce, strukturze społecznej, sferach społecznych i politycznych Imperium Rosyjskiego, które ostatecznie doprowadziły do upadku samodzierżawia i powstania niepodległych państw, takich jak Polska, Finlandia i Rumunia.
W 1991 roku miał miejsce rozpad ZSRR, w wyniku którego 15 republik wchodzących w skład ZSRR (Litwa, Łotwa, Estonia, Białoruś, Ukraina, Gruzja, Armenia, Azerbejdżan, Kazachstan, Kirgistan, Uzbekistan, Turkmenistan i Tadżykistan, Rosja i Mołdawia) uzyskało niepodległość. W latach 90. wiele regionów chciało się odłączyć od Rosji: wojny czeczeńskie (z praktycznie niezależną Czeczeńska Republika Iczkerii), próba utworzenia Republiki Uralu, Tatarstanu, która przeprowadziła referendum w sprawie suwerenności państwa i ugruntowanej suwerenności w jej konstytucji, jednak procesy dezintegracji zdołano wyhamować.

## Możliwe przyczyny rozpadu
Główny badacz Instytutu Filozofii Rosyjskiej Akademii Nauk W. Szewczenko oceniając artykuł przeglądowy autorstwa O. J. Masłowa „Upadek Rosji na początku XXI wieku w wypowiedziach współczesnych” stwierdziła, że zawiera on szeroki wybór artykułów o rozpadzie Rosji – od zagorzałych zwolenników idei, że upadek Rosji jest prawie nieunikniony i już się rozpoczął, po zwolenników idei sztucznych i celowych prób rozbicia kraju.
Głównym powodem procesów rozpadu i możliwego rozpadu Rosji w pracy przeglądowej „Przyszłość Rosji” Szewczenki podkreśla brak narodowego pomysłu lub projektu (takiego jak na przykład komunizm w Związku Radzieckim), który zjednoczyłby wszystkich obywateli Rosji. Rosyjska państwowość znajduje się w stanie przejściowym, w którym nasilają się wszystkie procesy: zarówno integracja, jak i dezintegracja.
Jako współistniejące przyczyny możliwego rozpadu Rosji W. Szewczenko w swoich pracach wymienia: nastroje ksenofobiczne („Rosja dla Rosjan”), dążenie grup etnicznych w Rosji do separatyzmu, przekształcenie republik narodowych w pełnoprawne państwa.
Raport klubu Izborsk autorstwa grupy analityków kierowanej przez A. Kobiakowa określił przyczyny podziału we współczesnym społeczeństwie rosyjskim, które potencjalnie mogą doprowadzić do upadku państwa: nierówności społeczno-gospodarcze, stosunki międzyetniczne, wykluczenie elit z ludu i sprzeciw „klasy kreatywnej” wobec reszty społeczeństwa.
Kulturolog I. Jakowienko uważa jako główną przyczynę procesów dezintegracji nierównomierny proces modernizacji rynku w różnych regionach Rosji, w wyniku czego rośnie izolacja ekonomiczna tych regionów od siebie. Jakowienko określa następujące regiony, na które, jego zdaniem, Rosja może się rozpaść: północ i południe Rosji, Syberia, Kaukaz Północny i granica na Uralu.
W artykule B. Szewczenko wyraziła opinię, że rozpad faktycznie się rozpoczął, a jego znakami są: eksterytorialność prawna, wypieranie ludności rosyjskiej w republikach narodowych z aparatu państwowego i radykalizację islamu.
Według matematyka Gieorgija Malinieckiego istnieje pięć możliwych przyczyn upadku Rosji: duża różnica między poziomem dochodów różnych warstw społecznych; różnica między różnymi regionami pod względem dochodów; złożoność komunikacji między różnymi regionami kraju wynikająca ze słabo rozwiniętej infrastruktury; luka pokoleniowa i dezintegracja wyznaniowa i narodowa.
George Friedman, amerykański politolog, założyciel i szef prywatnej organizacji wywiadowczej i analitycznej Stratfor, powiedział, że Rosja upadnie po 2020 roku z powodu nadmiernego uzależnienia od cen węglowodorów i braku silnej gospodarki.